# William Becher
William Becher (* 14. Dezember 1898 in Dresden als Wilhelm Egon Becher; † 13. August 1969 in Lindau) war ein deutscher Schriftsteller.

## Leben
William Becher verbrachte seine ersten Lebensjahre in Dresden, bis er 1907 mit seiner Familie nach Zürich zog. Dort besuchte er drei Jahre lang die Kunstgewerbeschule und übte zunächst den Beruf eines Kunstmalers aus. 1918 zog die Familie nach Lindau im Bodensee, wo Becher bis zu seinem Lebensende lebte und wirkte.
1921 ehelichte Becher die Färber-Tochter Hedwig Meyer, mit der er im Laufe der Jahre vier Kinder hatte – Lia, Willi, Hedi und Arno. 1946 wurde er erneut Vater, Tochter Margot stammt aus einer außerehelichen Verbindung.
Becher war während der Zeit des Nationalsozialismus vom 26. Oktober 1942 bis zum 23. Dezember 1942 in Untersuchungshaft im Gerichtsgefängnis München am Neudeck. Der Vorwurf lautete, dass Becher Kritik am nationalsozialistischen Regime ausgeübt haben soll – der Haftbefehl wurde jedoch aufgehoben.
William Becher starb 1969 in Lindau.

## Schaffen
Der Autor verfasste mehr als 600 Gedichte, sein Werk fand auch Anklang bei zeitgenössischen Schriftstellerinnen und Schriftstellern, wie Hermann Hesse, Ricarda Huch, Gertrud le Fort und Maria Müller-Gögler. Er unterhielt regen Schriftverkehr mit diesen Personen und konnte auch auf deren Unterstützung zählen.
1957 wurde Becher auf Betreiben von Hermann Hesse mit einem, von den Bundesländern anlässlich des 80. Geburtstag von Hesse ausgelobten, Preis ausgezeichnet.

## Filmdokumentation
Unter dem Titel „Ich habe die Sterne gezählt – Annäherungen an den Dichter William Becher“ produzierte der Enkel des Lindauer Dichters 1998 einen 30-minütigen Dokumentarfilm. Dargestellt wurde William Becher vom Nürnberger Schauspieler Roland Eugen Beiküfner. Die Dreharbeiten fanden an Originalschauplätzen auf der Insel Lindau sowie in den Räumen des Nürnberger Theater Rootslöffel statt.

## Theaterdokumentation
Am 7. Dezember 2016 zeigte die Theatergruppe Kunst und Drama die Inszenierung William Becher – Leben und Werk in Lindau unter der Regie von Friederike Pöhlmann-Grießinger am Stadttheater Lindau mit Roland Eugen Beiküfner in der Rolle des William Becher. Friederike Pöhlmann-Grießinger führte mit biografischen Chroniken und zeitgeschichtlichen Fakten durch das Stück. Musikalisch umrahmt wurde diese Vorstellung von Johanna Eras vom Deutschen Ärzteorchester am Cello. Die Produktion entstand in Zusammenarbeit mit dem Enkel des Schriftstellers Frank Becher, dem Franz-Michael-Felder-Archiv in Bregenz, der Stadtbücherei Lindau und dem Kulturamt Lindau unter der Leitung von Alexander Warmbrunn. William Becher – Leben und Werk in Lindau ist der erste Teil der Kunst-und-Drama-Literaturreihe Trilogie der vergessenen Literaten.

## Werke
- Jüngste Ernte, ausgelobten Preis
- Gedichte der Zeit. Singen a. H.: Volksbücherei 1946.
- Der Wanderer. Lindau: Werk-Verlag 1948
- Weib, Quell der Kunst. Wullersdorf: Verlag der Blätter für Lyrik u. Kurzprosa 1978.
- Erinnerungen an die Erde. Bergatreute: Eppe 1990.

## Nachlass
Der feinsortierte Nachlass des Schriftstellers William Becher befindet sich im Franz-Michael-Felder-Archiv.